# 9489 Tanemahuta
9489 Tanemahuta eller 1146 T-1 är en asteroid i huvudbältet som upptäcktes den 25 mars 1971 av den nederländsk-amerikanske astronomen Tom Gehrels och det nederländska astronomparet Ingrid van Houten-Groeneveld och Cornelis Johannes van Houten vid Palomarobservatoriet. Den är uppkallad efter Maori mytologins Tane.
Asteroiden har en diameter på ungefär 3 kilometer.